# Рабин
Ра́бин, розм. ре́бе, рідко равві́н (від арам. רבין, трансліт. раби́н, через грец. ραββίνος; від івр. רַב, трансліт. рав; їд. רבֿ, трансліт. ров/рув — перед власним іменем haPáв; буквально «великий», «значний», «вчитель») — духовний лідер єврейської громади, керівник юдейської громади, її духовний наставник. В ортодоксальному та консервативному напрямах юдаїзму рабинами можуть бути тільки чоловіки. Титул «рабі» кандидати отримують через рукопокладання свого вчителя — обряд отримання «сміхи». Хоча відомі випадки, коли рабинами ставали навіть без відповідного обряду, а просто через визнання єврейською громадою, до якої належить кандидат на цю посаду.
Надається після отримання відповідної єврейської релігійної освіти, дає право очолювати конгрегацію або громаду, викладати в єшиві й бути членом релігійного суду.

В юдейських талмудичних джерелах термін «рав», «рабин», «ребе», «раббі» вперше з'являється через 250—300 років по описаних в Євангеліях подіях, тобто незадовго до того, як було кодифіковано Новий Заповіт християнською Церквою. І в «талмудистську добу» до 500 р. н.д. сформувалося дві категорії рабинів: з функціями вчителя та судді. Обряд посвяти в рабини — «сміха», буквальне покриття, висвячування. Історично відомі і інші форми посвячення в рабини.
У XII столітті виник тип рабина за становищем і функціями схожий на сучасного рабина. Рабин присвятив більше часу рабинській діяльності, бо йому юдейська громада почала платити за заслуги і тим самим звільнила його від необхідності працювати в іншому місці за іншим фахом для матеріального утримання себе. Рабин став головувати в суді, організовувати і керувати школою й академією, бере участь в обрізанні, на барміцві, весіллі, та в інших церемоніях. В окремих випадках історії рабинів було звинувачували у виконанні цивільних функцій, наприклад, зборі податків для світського уряду (у деяких країнах Європи — напр. Іспанія, Португалія і Англія). У минулому підготовка рабина складалася майже виключно з юдаїки. Потім вплив на них справили не юдейські філософські школи. І вже з XIX століття підо впливом Леопольда Цунца (1794—1886 рр.) і Авраама Ґайґера (1810—1874 рр.) у Німеччині більше акценту було поставлено на світські науки. Бо цивільний уряд деяких європейських держав, у тому числі Франція і Австрія, почали вимагати загальну освіту від рабинських претендентів. Що загалом вплинуло на підвищення освітнього рівня рабинів.
У деяких інших країнах (Франція, Велика Британія, Росія, Україна і т. д.) у юдеїв ортодоксальної течії існує титул головного (начільного) або верховного рабина, що не має стосунку до Галахи або інших версій юдейського закону. У Росії й в Україні головний рабин є також у прибічників реформістського юдаїзму. У сучасному Ізраїлі рабин також — чиновник, службовець рабинату (равінату) міста і країни.

## Ухристиянстві
Термін «рабин» не зустрічається в Старому Завіті Біблії, але у перші християнські століття він став звичайним явищем. Ісуса Христа називали так, і зверталися як до «раві» (рав) чи «равуні» (Мт. 23:7-8, Мт. 26:25, Мт. 26:49, Мк. 9:5, Мк. 10:51, Мк. 11:21, Мк. 14:45, Ів. 1:38, Ів. 1:49, Ів. 3:2, Ів. 3:26, Ів. 4:31, Ів. 6:25, Ів. 9:2, Ів. 11:8, Ів. 20:16).

## Див.також
- Хахам